# E-Card (Grußkarte)
E-Cards sind elektronische Postkarten. Der Begriff leitet sich von den englischen Wörtern „electronic“ und „postcard“ ab und wurde, ähnlich wie E-Mail, E-Commerce oder E-Business, im Zuge der „E-fizierung“ generiert.

## Technik
Websites, die elektronische Postkarten (auch Grußkarten genannt) anbieten, stellen typischerweise eine Auswahl von verschiedenen Motiven zur Verfügung, die der virtuellen Bildseite entsprechen sollen. In einem Web-Formular trägt man dann die eigene E-Mail-Adresse und die des Empfängers ein sowie eine persönliche Nachricht an den Adressaten. Dieser erhält dann eine automatisch generierte E-Mail, die üblicherweise einen Link enthält.
Erfunden wurde diese Technik in den 1990ern im Massachusetts Institute of Technology (MIT) von Judith Donath. Dabei enthielt die E-Mail an den Empfänger neben dem Link zum „Pick-up Window“ auch eine Nummer, die man dort eingeben musste. Später bei anderen ePostkarten-Servern ist die Nummer gleich als Übergabe-Parameter im Link vermerkt, aber gelegentlich zusätzlich aufgeführt.
Ruft der Empfänger der E-Mail den Link auf, wird ihm sowohl das ausgewählte Bild als auch die Nachricht des Absenders gezeigt. Häufig hat er die Möglichkeit, eine Postkarte durch Anklicken eines Buttons unmittelbar zu beantworten. Teilweise werden auch animierte Postkarten angeboten, die auf der Flash-Technologie beruhen. Andere Seiten verwenden Java.
Die andere Möglichkeit, Grußkarten direkt in einer E-Mail zu verschicken, ist programmiertechnisch aufwändiger und hat für den Betreiber der Grußkarten-Website den Nachteil, dass die Empfänger nicht auf seine Website geleitet werden. Daher gibt es im deutschsprachigen Internet nur einen Anbieter, der ausschließlich auf diese Technik setzt.
Teilweise ist es auch möglich, die Karte auf einigen Websites zu bearbeiten und somit die Karte zu individualisieren, bevor man sie verschickt. Eine weitere Variante ist, eine Grußkarte online zu erstellen und sie mit eigenen Fotos zu versehen, was dann als echte Postkarte mit Briefmarke verschickt wird.

## Recht
E-Cards sind insbesondere im Wahlkampf 2002 in Verruf geraten, als der Münchner Rechtsanwalt Günter Freiherr von Gravenreuth mehrere Parteien, darunter Die Grünen, SPD und Republikaner, die FDP, die PDS und die DVU, auf Unterlassung der Mitwirkung an der Zusendung unerwünschter Werbe-E-Mails in Anspruch nahm und damit die für eine E-Card erzeugte E-Mail meinte. Bereits vorher sind entsprechende Gerichtsentscheidungen gegen gewerbliche Anbieter wie der CMA, der zentralen Marketinggesellschaft der deutschen Agrarwirtschaft, ergangen.
Die Urteile riefen zunächst Unverständnis hervor, die Abmahnungen und Unterlassungsverfügungen wurden als Schikane des Anwalts gesehen. Tatsächlich aber enthält die E-Card zwangsläufig Werbung für die Betreiberseite. Der Betreiber der E-Card-Seite ist somit Nutznießer der versandten Mail, da seine Besucherzahl ansteigt, welche im Internet häufig als Maß für die Beliebtheit einer Seite angesehen wird. Zudem bekommt der Besucher der Seite zusätzliche Eigen- oder Fremdwerbung auf der Webseite zu sehen.
In der Konsequenz haben zahlreiche Webseiten mittlerweile aufwendige Verfahren zur Nutzerauthentifizierung implementiert. Die Entscheidungen hatten eine große Rechtsunsicherheit bei den Anbietern von E-Cards zur Folge, die sich nach der Stabilisierung der Rechtsprechung jedoch erledigt hat.

### Entscheidungen
- LG München I Urteil vom 5. November 2002, Az.: 33 O 17030/02 (Volltext)
- LG München I „Milch macht schön“ Urteil vom 15. April 2003, Az.: 33 O 5791/03 (Volltext)
- OLG München Urteil vom 12. Februar 2004, AZ: 8 U 4223/03 (Volltext)
- AG Hamburg Urteil vom 4. März 2003, Az.: 36A C 37/03, (Volltext)
- LG Rostock Beschluss vom 24. Juni 2003, Az.: 1 S 49/03 (Volltext) zu AG Rostock Urteil vom 28. Januar 2003, Az.: 43 C 68/02 (Volltext)

(alle rechtskräftig)

### Berichterstattung zu den Entscheidungen
- Jörg Heidrich: Unverlangte Parteienwerbung per E-Card unzulässig. Bericht auf heise.de
- Jörg Heidrich: Unerwünschte E-Mail-Werbung auch für Parteien unzulässig. Bericht auf heise.de
- Jürgen Kuri: Gericht stärkt Schutz gegen unerwünschte E-Mail-Werbung. Bericht auf heise.de

## Probleme
Im Zusammenhang mit der Nutzung von E-Cards können mehrere Probleme auftreten:
- E-Card-Seiten könnten von Spammern auch hervorragend als Anonymisierungshilfe zum Versand ihrer Werbemails eingesetzt werden. Dies wird mittlerweile oft durch Verfahren zur Nutzerauthentifizierung erschwert.
- Es besteht die Gefahr, dass der E-Card Anbieter die eingegebenen Namens- und E-Maildaten für Werbezwecke missbraucht oder weitergibt an Dritte. Der Absender einer E-Card nimmt dieses Risiko nicht nur für sich, sondern auch für den Adressaten in Kauf, welcher damit eventuell nicht einverstanden ist.